# Una bala para el Che
Una bala para el Che es una película uruguaya del año 2012.
Narra episodios relativos a la visita de Che Guevara a Montevideo en 1961.

## Argumento
Ether Dosil es una psicoanalista de unos 50 años que decide acceder a los documentos desclasificados por el gobierno uruguayo a fin de conocer la identidad de los ejecutores de la muerte de su marido. Ocurrida en un acto en la Universidad de la República donde el Che Guevara pronunció uno de sus primeros discursos revolucionarios luego del triunfo de la revolución cubana, la bala que mató al profesor de Historia Arbelio Ramírez fue considerada un error de un atentado preparado por la CIA dirigido al Che Guevara.
Tratando de conocer la verdad del atentado que dejó puntos enigmáticos, el recorrido de reconstrucción a través de los documentos desclasificados y encuentros personales que realiza Ether, la lleva a la revisión de su historia personal y la de sus dos hijos afectados por la pérdida del padre, las condiciones en las que se produjo y la impunidad en la quedó sumido el asesinato.
El hilo argumental va enhebrando el acontecimiento histórico y el impacto producido en el acontecer familiar como metáfora de la vida sociopolíticocultural de Uruguay y sus países vecinos. Es el inicio del Plan Cóndor.

## Guion y producción general
Con guion de Raquel Lubartowski y dirección de Gabriela Guillermo, el filme se rodó en 2010 y 2011, en una producción financiada básicamente por el fondo Ibermedia.

## Reparto
- Ileana López - Ethel
- Martina Gusmán - Natascha
- Sergio Mautone - Nestor
- Agustín Urrutia - El Flaco
- Pedro Cruz - Albertito
- Jorge Bolani - Ariel
- Fernando Dianesi - Che
- Héctor Guido - Mario
- Diego Cowks - Cabeza
- Estefanía Acosta - Liliana
- Juan Gamero - Periodista
- Leonel Schmidt - Amigo del flaco
- Diego Marin - Amigo del flaco
- Renata Denevi - Amiga del flaco
- Cesar Barretto - Medico
- Leandro Trasante - Delincuente de Sayago
- Bruno Fumero - Delincuente de Sayago
- Sebastian Bernardez - Delincuente de Sayago
- Joaquín Cruz - Albertito (con 19 años)
- Enzo Castellini . Enfermero
- Santiago Bentancor-Militar